# Tarsiphantes
Tarsiphantes là một chi nhện trong họ Linyphiidae.